# Trine Troelsen
Trine Stenbæk Troelsen (* 2. Mai 1985 in Ringkøbing-Skjern, Dänemark) ist eine ehemalige dänische Handballspielerin.
Sie begann im Alter von vier Jahren mit dem Handballspiel bei Skjern Håndbold. Später war sie bei Tarm/Skjern 2000 aktiv, mit dem sie 2001 die dänische Jugendmeisterschaft und 2003 die dänische Juniorinnenmeisterschaft gewann. Im Jahr 2003 wechselte die Rückraumspielerin in den Erwachsenenbereich und schloss sich dem Erstligisten Viborg HK an. Mit dem VHK gewann sie zwei dänische Meisterschaften (2004, 2006), zwei dänische Pokale (2003, 2006), einen EHF-Pokal (2004) und die EHF Champions League (2006). In der Saison 2006/07 verließ die Rechtshänderin zum Jahreswechsel Viborg. Anschließend ging sie für den Ligarivalen SK Aarhus auf Torejagd. Im Januar 2010 wechselte sie zum FCM Håndbold. Mit dem FCM gewann Troelsen 2011 den EHF-Pokal, 2011 und 2013 die Meisterschaft sowie 2012 den dänischen Pokal. In der Saison 2014/15 lief sie für den französischen Erstligisten Toulon Saint-Cyr Var Handball auf. Ab der Spielzeit 2015/16 stand sie beim dänischen Klub Silkeborg-Voel KFUM unter Vertrag. Im Sommer 2017 kehrte sie zum FC Midtjylland Håndbold zurück, der sich im Jahre 2018 in Herning-Ikast Håndbold umbenannte. Nach der Saison 2018/19 beendete sie ihre Karriere.
Troelsen bestritt 134 Länderspiele für die dänische Nationalmannschaft, in denen sie 341 Treffer erzielte. Mit Dänemark nahm sie 2006 und 2008 an den Europameisterschaften teil. Sie gehörte zum Aufgebot ihres nationalen Verbandes bei der Weltmeisterschaft 2009 in China. Im Sommer 2012 nahm sie an den Olympischen Spielen in London teil.